# Clelia Francesconi
Clelia Regina Francesconi Charpentier (Trento, 13 de abril de 1981) es una actriz, modelo, conductora de TV y radio, traductora e intérprete trilingue italoperuana.
Como actriz ha participado en diferentes telenovelas y miniseries peruanas y extranjeras, películas y comerciales. Es conductora de programas de TV, comentarista deportiva y animadora de eventos de toda índole. Actualmente, trabaja en Gol Perú.

## Trayectoria

### Televisión
- Mil oficios (2004)
- Así es la vida (2005)
- Los jotitas (2008), como Madeleine
- Los Barriga (2008), como Pamela